# Grylloblatta rothi
Grylloblatta rothi är en insektsart som beskrevs av Gurney 1953. Grylloblatta rothi ingår i släktet Grylloblatta och familjen Grylloblattidae. Inga underarter finns listade i Catalogue of Life.